# Adriano Correia
Adriano Correia Claro (Curitiba, 26 de outubro de 1984) é um ex-futebolista brasileiro que atuava como lateral-esquerdo.

## Carreira

### Coritiba
Sua primeira equipe profissional foi o Coritiba, que o lançou no time profissional antes de completar dezoito anos.

### Sevilla
Em janeiro de 2005 foi contratado pelo Sevilla, da Espanha. Lá se destacou ao lado do centroavante brasileiro Luís Fabiano. Em julho de 2007, Adriano obteve a cidadania espanhola.

### Barcelona
Depois de quase seis anos jogando pelo clube, foi contratado pelo Barcelona em 2010 por 9,5 milhões de euros, juntando-se aos seus compatriotas Daniel Alves e Maxwell.
Teve grande atuação no dia 15 de dezembro de 2011, onde marcou dois gols na goleada por 4 a 0 sobre o Al-Sadd.
Reserva na maior parte da passagem pela equipe, no total conquistou 16 títulos pelo clube catalão, incluindo duas Liga dos Campeões da UEFA e duas Copa do Mundo de Clubes da FIFA. Na final do Mundial de Clubes de 2015, realizado no Japão, Adriano entrou no segundo tempo e ajudou o Barça a derrotar o River Plate por 3 a 0.

### Beşiktaş
No dia 29 de julho de 2016, Adriano foi confirmado como novo reforço do Beşiktaş. O clube turco pagou 600 mil euros e o brasileiro assinou por três temporadas.

### Athletico Paranaense
Foi confirmado como reforço do Athletico Paranaense no dia 22 de julho de 2019, assinando contrato até o final do ano seguinte. Teve seu contrato rescindido em agosto de 2020. No total disputou 17 jogos com a camisa do Furacão, tendo marcado um gol.

### Eupen
Cinco dias após divulgar sua rescisão de contrato com o Athletico Paranaense, Adriano foi anunciado pelo Eupen, time da primeira divisão da Bélgica. Deixou a equipe no dia 26 de julho de 2021.

## Seleção Nacional
Aos dezenove anos, foi campeão do Mundial Sub-20 de 2003 com a Seleção Brasileira.
Em 2004 foi convocado Copa América disputada no Peru, na qual foi reserva de Gustavo Nery. Estreou pela Seleção Brasileira principal no dia 10 de outubro de 2006, em um amistoso contra o Equador.
Posteriormente foi convocado para a Copa América de 2011. Novamente foi reserva na competição, dessa vez de André Santos.

## Títulos
Coritiba
- Campeonato Paranaense: 2003 e 2004

Sevilla
- Copa da UEFA: 2005–06 e 2006–07
- Supercopa da UEFA: 2006
- Copa do Rei: 2006–07 e 2009–10
- Supercopa da Espanha: 2007

Barcelona
- Supercopa da Espanha: 2010, 2011 e 2013
- La Liga: 2010–11, 2012–13, 2014–15 e 2015–16
- Liga dos Campeões da UEFA: 2010–11 e 2014–15
- Supercopa da UEFA: 2011 e 2015
- Copa do Mundo de Clubes da FIFA: 2011 e 2015
- Copa do Rei: 2011–12, 2014–15 e 2015–16

Beşiktaş
- Campeonato Turco: 2016–17

Athletico Paranaense
- Campeonato Paranaense: 2020

Seleção Brasileira
- Torneio Internacional da Malásia: 2003
- Copa do Mundo FIFA Sub-20: 2003
- Copa América: 2004

### Artilharias
- Copa do Mundo de Clubes da FIFA: 2011 (2 gols, empatado com Lionel Messi)